# Ḩasanābād (ort i Kerman, lat 29,54, long 55,58)
Ḩasanābād (persiska: حسن آباد, حسن آباد شاهزاده) är en ort i Iran.   Den ligger i provinsen Kerman, i den centrala delen av landet, 800 km sydost om huvudstaden Teheran. Ḩasanābād ligger 1 720 meter över havet och antalet invånare är 108.
Terrängen runt Ḩasanābād är en högslätt. Runt Ḩasanābād är det glesbefolkat, med 16 invånare per kvadratkilometer. Närmaste större samhälle är Sirjan, 13,8 km sydost om Ḩasanābād. Trakten runt Ḩasanābād är ofruktbar med lite eller ingen växtlighet.